# Mongoumba (ort)
Mongoumba är en ort i Centralafrikanska republiken.   Den ligger i prefekturen Lobaye, i den sydvästra delen av landet, 80 km söder om huvudstaden Bangui. Mongoumba ligger 356 meter över havet och antalet invånare är 10 885.
Terrängen runt Mongoumba är platt. Runt Mongoumba är det glesbefolkat, med 18 invånare per kvadratkilometer.. Det finns inga andra samhällen i närheten.
I omgivningarna runt Mongoumba växer i huvudsak städsegrön lövskog.